# Деніел Чжан
Деніел Чжан або Чжан Йонг (спрощ.: 张勇; кит. трад.: 張勇; піньїнь: Zhāng Yǒng) — керівник китайських технологічних компаній. В даний час він є генеральним директором Alibaba Group. До того як стати генеральним директором, Чжан був найвідомішим за роллю генерального директора Таобао та президента компанії Tmall (належить Алібабі). Працюючи в Tmall, Чжан створив День холостяків — щорічну китайську акцію продажів із валовими продажами втричі вище, ніж Чорна п'ятниця та Кібер понеділок разом.

## Раннє життя та освіта
Чжан народився в Шанхаї в 1972 році. Батько — бухгалтер. Він вивчав фінанси в Шанхайському університеті фінансів та економіки.

## Кар'єра
Чжан вперше приєднався до Taobao (дочірня компанія Alibaba) у 2007 році як його головний фінансовий директор. Наступного року він став головним операційним директором Taobao. У 2011 році Чжан отримав пост президента Tmall, торгового відгалудження бізнес-споживач від Таобао. Саме під час його роботи під керівництвом Tmall Чжан запустив торговельну подію «День холостяка».
У 2013 році Чжан отримав посаду головного оперативного директора групи Alibaba, і в кінцевому підсумку він переміг Джонатана Лу на посаді генерального директора у 2015 році. 10 вересня 2018 року Джек Ма оголосив, що Чжан також займе посаду виконавчого голови, через 1 рік — 10 вересня 2019 року.
Працівники Alibaba вибирають собі прізвиська під час першого вступу в компанію. Прізвисько Даніеля Чжана — «Вільна та нестримана людина» (кит.: 逍遥子; піньїнь: Xiāoyáo Zi).